# Prestwick
Prestwick ligger mitt på den skotska västkusten, 53 kilometer sydväst om  Glasgow. Den ingår i den större grannstaden Ayrs tätortsområde och hade 14 680 invånare år 2006, på en yta av 5,29 kvadratkilometer.
Orten är mycket känd för sina golfbanor och sin flygverksamhet. Från dess kontrollzon trafikdirigerar man cirka 70 procent av det brittiska luftrummet.
Utanför staden ligger Glasgow Prestwick Airport, som trafikeras av bland annat Ryanair.